# Talin (Armenia)
Talin – miasto w Armenii, w prowincji Aragacotn. W 2022 roku liczyło ok. 4000 mieszkańców; siedziba dystryktu.